# New South Wales Waratahs
Die New South Wales Waratahs (in Zusammenhang mit dem Hauptsponsor auch als HSBC Waratahs bezeichnet, oft einfach Waratahs oder Tahs genannt) sind eine Rugby-Union-Mannschaft aus der australischen Stadt Sydney. Sie spielt in der internationalen Super-Rugby-Liga. Die Heimspiele werden im Allianz Stadium ausgetragen.
Die nach der gleichnamigen Blume benannten Waratahs bestehen schon seit 1882 und waren während mehr als hundert Jahren die Auswahlmannschaft der im Regionalverband New South Wales Rugby Union (NSWRU) vertretenen Vereine. Im Jahr 1996 wurde die Mannschaft in eine Franchise umgewandelt, die den Bundesstaat New South Wales repräsentiert (mit Ausnahme des südlichsten Teils). Die Spieler werden weiterhin von den Mitgliedern der NSWRU gestellt, nun aber auf professioneller Ebene.

## Geschichte
Vor der Einführung von Super Rugby waren die Waratahs eine Auswahlmannschaft, die aus Spielern verschiedener Vereine innerhalb des Bundesstaates zusammengesetzt war. Das erste Spiel zwischen New South Wales und Queensland fand 1882 statt. Im selben Jahr spielten die Waratahs erstmals auch in Neuseeland. Wegen des Ersten Weltkriegs und der Konkurrenz von Rugby League gab es während mehreren Jahren keine Spiele mehr. 1921 absolvierten die Waratahs eine Tour in Neuseeland und gewannen neun von zehn Spielen, darunter das Länderspiel gegen die All Blacks.
Die berühmteste Auswahl der Waratahs war jene von 1927/28, die nach Großbritannien, Frankreich und Nordamerika reiste. Von den 31 Spielen gewannen sie 24, zwei Mal erreichten sie ein Unentschieden. Auch in den folgenden Jahrzehnten feierten die Waratahs große Erfolge. 1937 gewannen sie beispielsweise gegen die Springboks, die Nationalmannschaft Südafrikas.
Mit der Gründung der Profiliga Super 12 (seit 2006 Super 14) wandelte NSWRU die aus Amateuren bestehende Auswahlmannschaft in eine Franchise mit Profispielern um. In den ersten Jahren bewegten sich die Waratahs stets im Mittelfeld. 2002 erreichten sie erstmals das Halbfinale, unterlagen aber den Brumbies. 2005 und 2008 verloren sie im Endspiel gegen die Crusaders, 2006 im Halbfinale gegen die Hurricanes. 2014 gewannen die Waratahs erstmals die Meisterschaft.

## Spieler

### Aktueller Kader

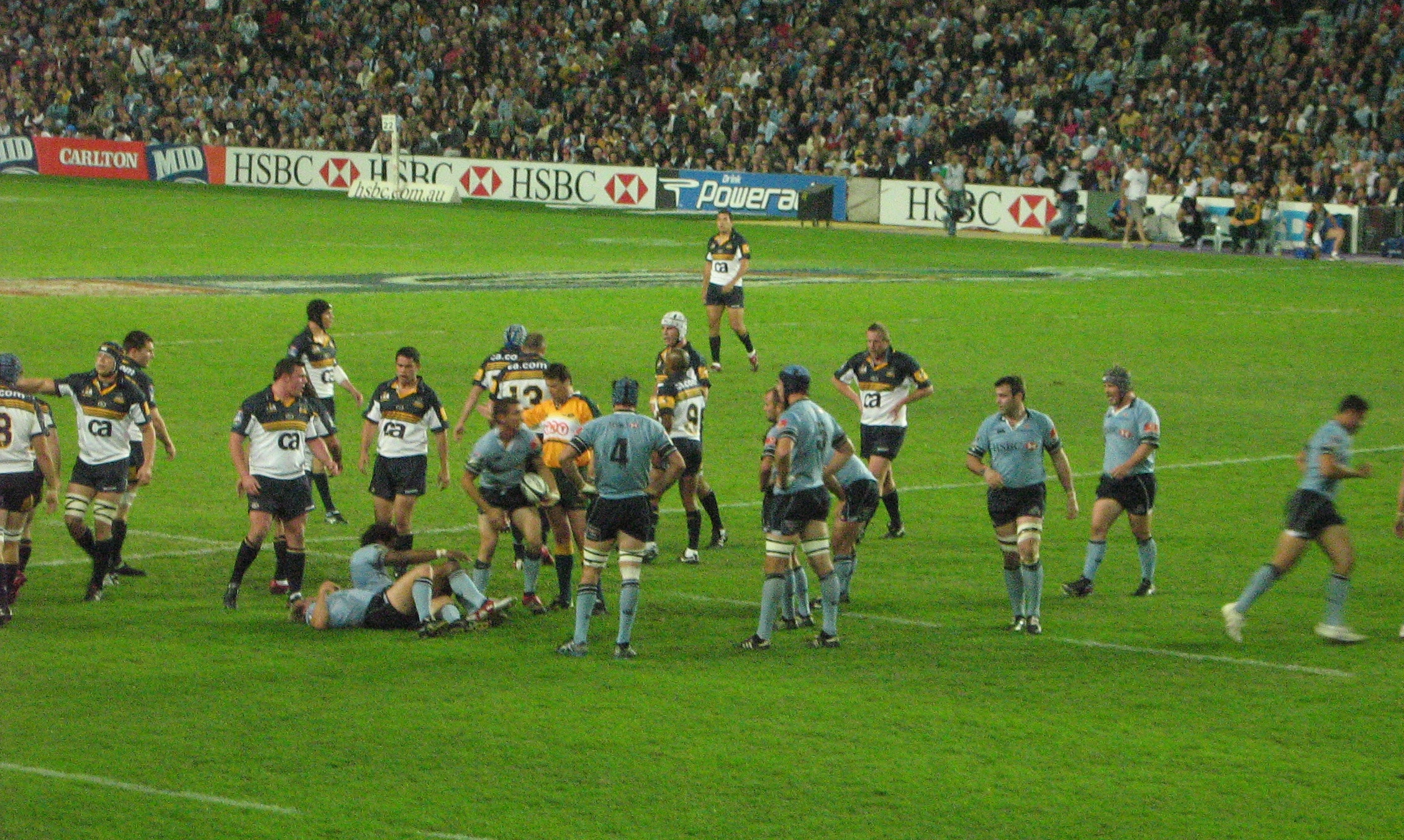
Waratahs gegen Brumbies, April 2006

Der Kader für die Saison 2020:

### Bekannte ehemalige Spieler
- Berrick Barnes
- Al Baxter
- Luke Burgess
- Matt Burke
- Brendan Cannon
- Matt Dunning
- Rocky Elsom
- Phil Kearns
- Sekope Kepu
- David Lyons
- Dean Mumm
- Wycliff Palu
- Tatafu Polota-Nau
- Benn Robinson
- Mat Rogers
- Wendell Sailor
- Lote Tuqiri
- Morgan Turinui
- Dan Vickerman
- Chris Whitaker

## Platzierungen

### Super 12
| Jahr | Spiele | Siege | Unent. | Ndlg. | Spiel- punkte | Diff. | Bonus- punkte | Tabellen- punkte | Platz | Playoffs                           |
| ---- | ------ | ----- | ------ | ----- | ------------- | ----- | ------------- | ---------------- | ----- | ---------------------------------- |
| 1996 | 11     | 5     | 0      | 6     | 312:290       | +22   | 8             | 28               | 7.    |                                    |
| 1997 | 11     | 4     | 0      | 7     | 255:296       | −41   | 4             | 20               | 9.    |                                    |
| 1998 | 11     | 6     | 1      | 4     | 306:276       | +30   | 4             | 30               | 6.    |                                    |
| 1999 | 11     | 4     | 1      | 6     | 246:248       | −2    | 6             | 24               | 8.    |                                    |
| 2000 | 11     | 5     | 0      | 6     | 273:258       | +15   | 5             | 25               | 9.    |                                    |
| 2001 | 11     | 5     | 0      | 6     | 306:302       | +4    | 5             | 25               | 9.    |                                    |
| 2002 | 11     | 8     | 0      | 3     | 329:207       | +122  | 6             | 38               | 2.    | Halbfinalniederlage gegen Brumbies |
| 2003 | 11     | 6     | 0      | 5     | 320:344       | −24   | 7             | 31               | 5.    |                                    |
| 2004 | 11     | 5     | 0      | 6     | 342:274       | +68   | 7             | 27               | 8.    |                                    |
| 2005 | 11     | 9     | 0      | 2     | 322:174       | +148  | 8             | 44               | 2.    | Finalniederlage gegen Crusaders    |

### Super 14
| Jahr | Spiele | Siege | Unent. | Ndlg. | Spiel- punkte | Diff. | Bonus- punkte | Tabellen- punkte | Platz | Playoffs                             |
| ---- | ------ | ----- | ------ | ----- | ------------- | ----- | ------------- | ---------------- | ----- | ------------------------------------ |
| 2006 | 13     | 9     | 0      | 4     | 362:192       | +170  | 9             | 45               | 3.    | Halbfinalniederlage gegen Hurricanes |
| 2007 | 13     | 3     | 1      | 9     | 266:317       | −51   | 7             | 21               | 13.   |                                      |
| 2008 | 13     | 9     | 1      | 3     | 255:186       | +69   | 5             | 43               | 2.    | Finalniederlage gegen Crusaders      |
| 2009 | 13     | 9     | 0      | 4     | 241:212       | +29   | 5             | 41               | 5.    |                                      |
| 2010 | 13     | 9     | 0      | 4     | 385:288       | +97   | 7             | 43               | 3.    | Halbfinalniederlage gegen Stormers   |

### Super Rugby
| Jahr | Spiele | Siege | Unent. | Ndlg. | Spiel- punkte | Diff. | Bonus- punkte | Tabellen- punkte | Platz | Playoffs                                  |
| ---- | ------ | ----- | ------ | ----- | ------------- | ----- | ------------- | ---------------- | ----- | ----------------------------------------- |
| 2011 | 16     | 10    | 0      | 6     | 398:252       | +146  | 9             | 57               | 5.    | Viertelfinalniederlage gegen Blues        |
| 2012 | 16     | 4     | 0      | 12    | 346:407       | −61   | 11            | 35               | 11.   |                                           |
| 2013 | 16     | 8     | 0      | 8     | 411:371       | +40   | 5             | 45               | 9.    |                                           |
| 2014 | 16     | 12    | 0      | 4     | 481:272       | +209  | 10            | 58               | 1.    | Meister                                   |
| 2015 | 16     | 11    | 0      | 5     | 409:313       | +96   | 8             | 52               | 3.    | Halbfinalniederlage gegen die Highlanders |
| 2016 | 15     | 8     | 0      | 7     | 413:317       | +96   | 8             | 40               | 10.   |                                           |
| 2017 | 15     | 4     | 0      | 11    | 396:522       | −126  | 8             | 19               | 16.   |                                           |
| 2018 | 16     | 9     | 1      | 6     | 557:445       | +112  | 6             | 44               | 3.    | Halbfinalniederlage gegen die Lions       |
| 2019 | 16     | 6     | 0      | 10    | 367:415       | −48   | 6             | 30               | 12.   |                                           |